# 楊一謨
楊一謨（1513年—？），字世文，福建福州府閩縣人，民籍，明朝政治人物。賜進士出身。

## 生平
嘉靖十三年（1534年）甲午科福建鄉試第十七名舉人。嘉靖十四年（1535年）中式乙未科會試第一百三十名，登第二甲第四十一名進士。历任贵州参议，乞养歸鄉。清雍正六年，祀忠孝祠。

## 家族
曾祖楊滿；祖父楊文政；父楊叔玉，母林氏。具庆下。